# Aéroport de Jijel - Ferhat Abbas
Pour les articles homonymes, voir GJL.
L'aéroport de Jijel - Ferhat Abbas (code IATA : GJL • code OACI : DAAV)  est un Aéroport international algérien, situé sur le territoire de la commune de Taher à 14 km de la ville de Jijel.

## Présentation
L’aéroport de Jijel est un aéroport civil international desservant la ville de Jijel et sa région (wilaya de Jijel).
Il est géré par l'EGSA de Constantine.

## Situation

### Carte des aéroports de l'Algérie
'
| \| 100 km1:14 790 000 \| Adrar Alger Annaba Batna Béjaïa Biskra Boufarik Chlef Constantine Ghardaïa Hassi Messaoud In Amenas Jijel Oran Sétif Tamanrasset Tébessa Tlemcen Béchar Bordj Mokhtar Djanet El Bayadh El Goléa El Oued Illizi In Salah Ghriss Ouargla Tiaret Timimoun Tindouf Touggourt |
| 100 km1:14 790 000 |

Carte statique des aéroports d'Algérie.Carte dynamique des aéroports d'Algérie.

## Histoire
Le terrain d’aviation de Taher a été - dans sa version initiale - construit en 1956 par la 2e compagnie du 45e bataillon du Génie de l’Air de l'Armée française. La plate-forme en tout -venant- sur une assise en sable dans sa partie nord- grâce à son épaisseur de 60 à 80 cm, était prévue pour être utilisée durant les inondations de l’oued qui bordait la piste. Il comprenait un parking permettant d’accueillir quelques aéronefs. Le cantonnement sous tentes se situait autour de l’ancienne école d’Achouat, le long de la route de Djijelli à Taher.
L'aéroport a été nommé Ferhat Abbas en hommage à l'ancien chef de l'État algérien.
Les premiers vols nationaux ont commencé en 1982 cependant depuis le 29 juin 2010, l'aéroport est devenu un aéroport international en proposant des liaisons de et vers la France.

## Infrastructures liées

### Pistes
L’aéroport dispose d'une piste en béton bitumineux d'une longueur de 2 400 m.

### Aérogare

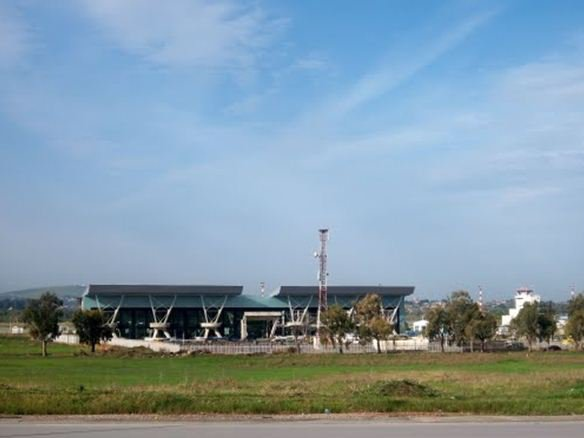
Aérogare de l'aéroport de Jijel

La construction de la nouvelle aérogare de Jijel a été lancée à la fin de 2007 et elle a été mise en service en 2013 par l'ancien premier ministre Abdelmalek Sellal.
L'aérogare à une superficie de 5,300 m2 permettant une capacité de traitement qui dépasse les 400.000 passagers/an, l’aérogare permet de traiter plusieurs vols simultanément et recevoir un flux de passagers plus importants.

## Accès
L'accès de l'aéroport par la route peut se faire en voiture par la N43 puis le CW147 qui traverse la localité de Tletta.

## Compagnies aériennes et destinations
| Compagnies  | Destinations                                |
| ----------- | ------------------------------------------- |
| Air Algérie | Alger-Houari-Boumédiène, Marseille-Provence |

Actualisé le 31/07/2023

## Statistiques
Pour des raisons techniques, il est temporairement impossible d'afficher le graphique qui aurait dû être présenté ici.

Voir la requête brute et les sources sur Wikidata.
| Année         | 2006   | 2007   | 2008   | 2009   | 2010   | 2011   | 2012   | 2013   | 2014   | 2015   | 2016   |
| ------------- | ------ | ------ | ------ | ------ | ------ | ------ | ------ | ------ | ------ | ------ | ------ |
| National      | 24 561 | 23 920 | 25 561 | 28 062 | 35 143 | 39 093 | 47 077 | 40 878 | 22 051 | 52 762 | 75 109 |
| International | 0      | 18     | 33     | 277    | 3 969  | 4 480  | 4 931  | 1 226  | 1 769  | 9 517  | 2 616  |
| Total         | 24 561 | 23 938 | 25 594 | 28 594 | 39 112 | 43 573 | 52 008 | 42 104 | 23 820 | 62 279 | 77 725 |

## Galerie de photographies

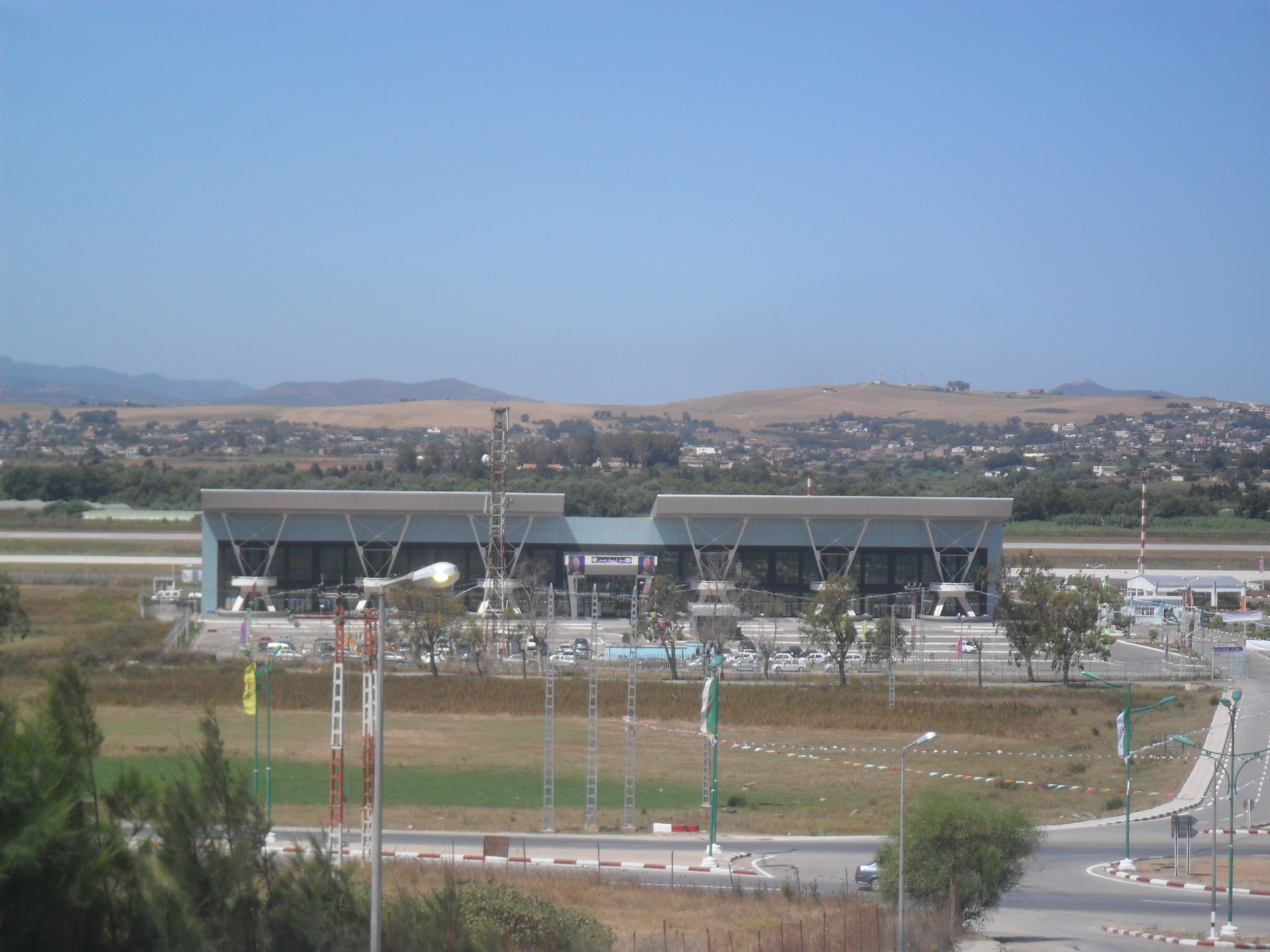
Vue de l'aérogare côté voirie.
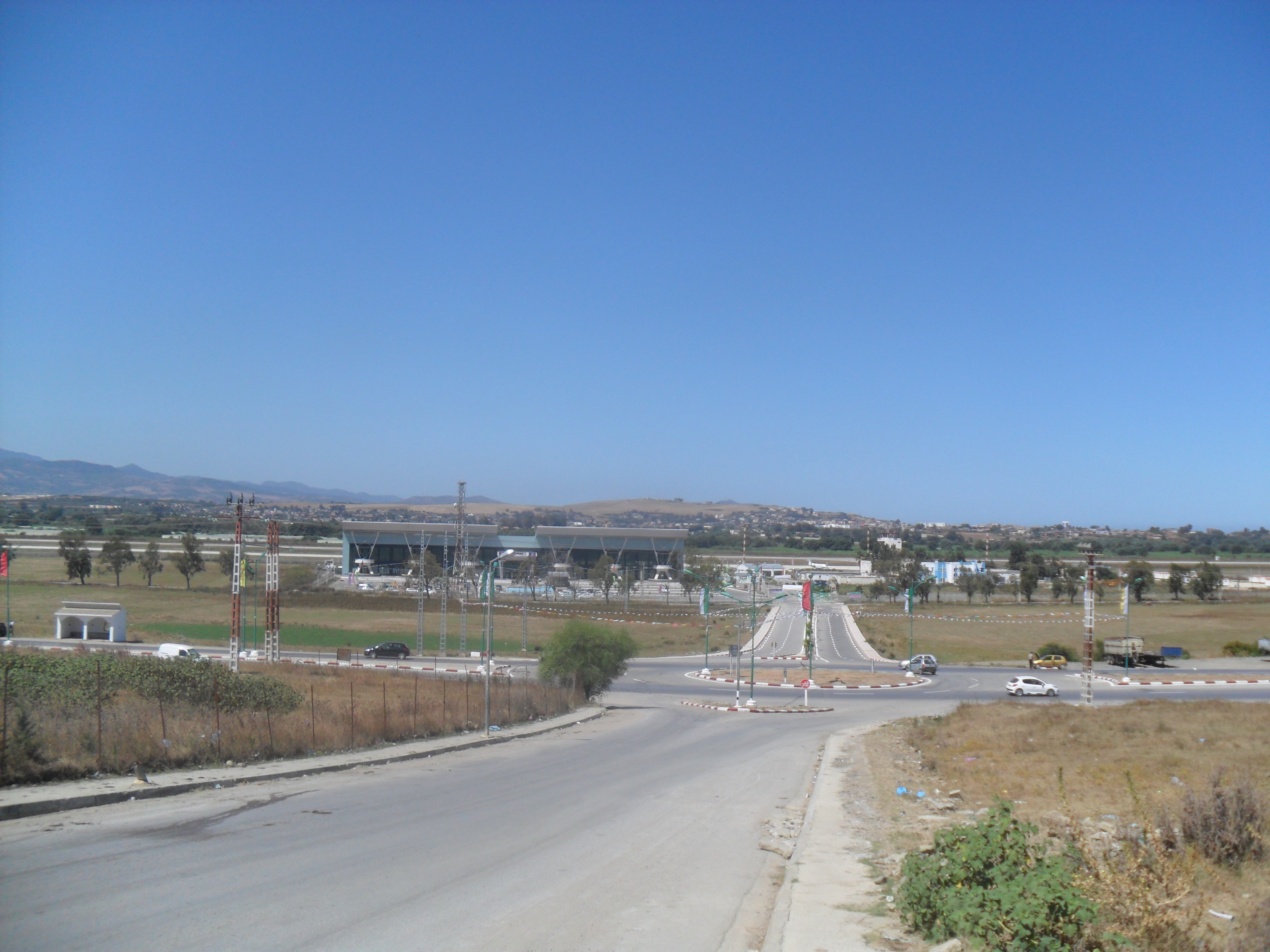
Les accès routiers de l'aérogare.